# Eihandgranate 39
La Eihandgranate 39 era una bomba a mano tedesca della seconda guerra mondiale. Durante la seconda guerra mondiale fu la granata più diffusa nella Wehrmacht dopo la Stielhandgranate 24 e la Stielhandgranate 43.

## Sviluppo
Progettata nel 1939, la granata venne adottata dalla Wehrmacht nel 1940 e prodotta ininterrottamente fino al 1945.
La granata era del tipo offensivo, facile da immagazzinare e da trasportare grazie alle dimensioni contenute, ma di potenza relativamente ridotta, con una carica di 112 grammi di donarite rispetto ai 170 grammi di TNT della granata standard tedesca Stielhandgranate 24. Per l'impiego difensivo era quindi dotata di una camicia in ghisa preframmentata che ne aumentava la letalità.

## Tecnica

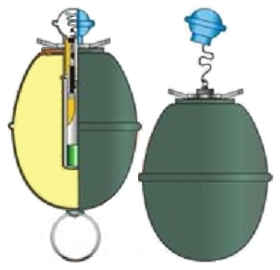

Il corpo bomba in lamiera d'acciaio era di forma ovalare, alto 76 mm e largo 60, pesante circa 230 grammi, 112 dei quali costituiti dalla carica esplosiva in donarite. Il sistema di innesco era simile a quello delle Stielhandgranate. Il meccanismo di accensione era lo stesso come nella Stielhandgranate. La spoletta era una Brennzünder für Eihandgranate 39 (BZE 39)  a strappo con acciarino a frizione, con ritardo di 4-5 secondi, avvitata sulla sommità della testa e collegata a un detonatore. Un tappo bluastro era avvitato sulla spoletta e collegato al cavetto a strappo, in modo che svitandolo e tirandolo si innescava l'acciarino.

## Varianti
Venne realizzata una variante con tappo rosso, la cui spoletta aveva un ritardo di un solo secondo. Questa granata non era progettata per il lancio ma per essere abbandonata durante le ritirate; quando i nemici, all'oscuro del codice colore, avrebbero tentato di riutilizzarle contro i tedeschi, sarebbero stati sorpresi dall'esplosione prematura.
Lo stesso espediente venne adottato artigianalmente sul fronte orientale. Dalla granata, smontata nei suoi componenti, veniva rimosso il sistema di ritardo; poi veniva ricomposta con il tappo blu standard. Abbandonate nelle postazioni, i soldati sovietici che tentavano di riutilizzarle venivano investiti dall'esplosione immediata dell'ordigno.